# مارتن فريدريك كريستنسن
مارتن فريدريك كريستنسن (بالدنماركية: Martin Frederick Christensen)‏ هو شخصية أعمال دنماركي، ولد في 26 مارس 1849 في كوبنهاغن في الدنمارك، وتوفي في 10 أكتوبر 1915 في آكرون في الولايات المتحدة.